# Goltz (Adelsgeschlecht)
Die Familie von der Goltz, deren Zweige zum Teil bis heute bestehen, gehörte zum Uradel in der Neumark. Das Geschlecht hat bedeutende Diplomaten, Staatsbeamte, Gelehrte, aber vor allem Offiziere hervorgebracht, so unter anderem fünf Feldmarschälle und 38 Generale. Von den in preußischen Diensten stehenden Angehörigen erhielten 19 den Orden Pour le Mérite. Im Jahre 1806 dienten 21 Grafen und Freiherren von der Goltz in der preußischen Armee, im Jahre 1836 waren es 26 Mitglieder der Familie.

## Geschichte

### Herkunft
Nach einer Familiensage soll das Geschlecht von den Grafen von Dienheim, die ursprünglich im Rheinland saßen, abstammen. Andreas Graf von Dienheim wurde demnach Anfang des 12. Jahrhunderts oberster Kriegsherr des polnischen Königs Boleslaw III. Durch Heirat mit der Erbtochter des vermögenden Landrichters zu Gostyn, Johann Prawda, kam er in den Besitz der Herrschaft Golczewo.
Erstmals urkundlich erwähnt wird die Familie am 8. März 1297 mit Arnoldus de Goltzen. Er begründete im Auftrag der Markgrafen von Brandenburg die Stadt Dramburg in der Neumark. Wahrscheinlich kam das Geschlecht aus der Uckermark und gelangte im Zuge der Deutschen Ostsiedlung nach Ostpommern. Von dort wurden Angehörige in Verbindung mit dem Johanniterorden und dem Deutschen Orden in ganz Pommern und Ostpreußen sesshaft.

### Ausbreitung und Persönlichkeiten

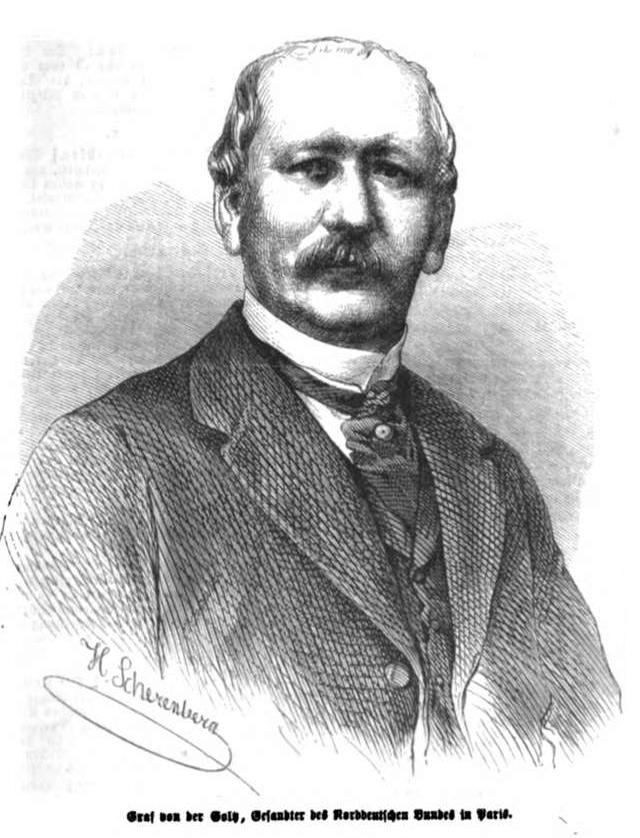
Robert von der Goltz (1817–1869)

Rüdiger von der Goltz (1837–1910)

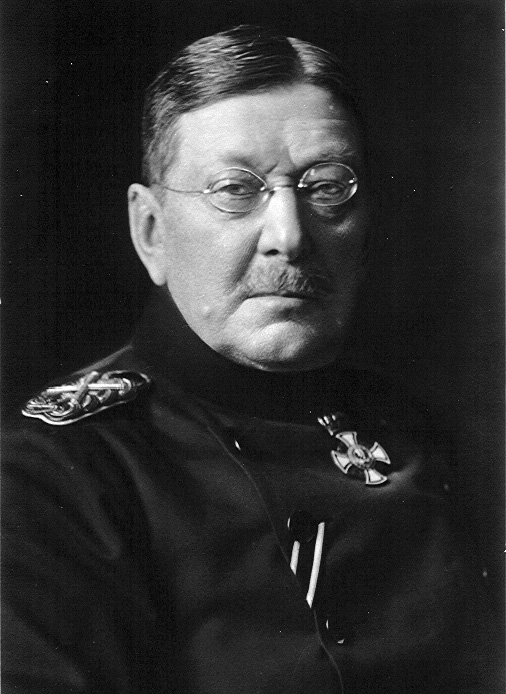
Colmar von der Goltz (1843–1916)

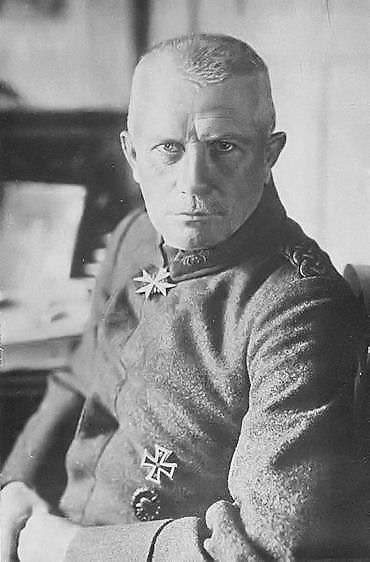
Rüdiger von der Goltz (1865–1946)

Rüdiger von der Goltz (1894–1976)

Bereits 1361, nach Kneschke 1369, treten zwei Stämme auf. Nach einer Güterteilung wurden die Schwarze, auch Clausdorfsche, Linie und die Weiße oder Heinrichsdorfsche Linie begründet. Die Schwarze Linie verblieb bis zu den Teilungen Polens im Lande, die Weiße Linie wurde schon früh in Brandenburg sesshaft. Im August 1361 verlieh der Johanniter-Ordensmeister Hermann von Werberg den Brüdern Ludekin und Georg von der Goltz die Dörfer Blumenwerder, Karsbaum, Machlin, Mielkau und Brotzen als erbliches Lehen. Diese Schenkung bildete den Grundstein für den ausgedehnten Landbesitz der Familie von der Goltz.
In Westpreußen war die Familie, noch bevor es als Provinz an die Krone Preußens fiel, stattlich begütert. Unter anderen waren sie Starosten von Tuchel. In Pommern hatte Joachim Rüdiger Freiherr von der Goltz im 17. Jahrhundert die Güter Barsin und Barwin von den Massow, Quakenburg von den Zitzewitz, Wobeser, Trebblin und Neuendorf von den Puttkamer und Pöppel von den Brünow erworben.
Der gräfliche Stamm besaß Mitte des 19. Jahrhunderts die Häuser zu Clausdorf, Heinrichsdorf und Sortlack, wobei die beiden ersteren Häuser jeweils einen jüngeren und einen älteren Zweig besaßen. Die beiden Zweige zu Clausdorf wurden Linien zu Teschendorf und zu Tlukum genannt. Die freiherrlichen Linien begründeten die Häuser zu Sortlack, Brotzen, Giesen, Curtow und Clausdorf. Das Haus Sortlack besaß die Zweige zu Leißienen, Fingatten, Domnaw, Mertensdorf und Großlaut und das Haus Clausdorf die Zweige zu Schellin, Konsbruch und Kopriewe. Die Grafen von der Goltz waren unter anderem mit den Schönauer Gütern zu Marienwerder, Czaicze, Tinkum sowie weiteren Besitzungen in Ost- und Westpreußen begütert. Die Freiherren von der Goltz besaßen Kreitzig bei Schivelbein, Kattun bei Schneidemühl, Kopriewe, Pozdanzig und Pflastermühle bei Schlochau, Tillitz bei Strasburg in Westpreußen, Mertensdorf und Sortlack in Ostpreußen und Kallen bei Fischhausen.
Nach Österreich gelangte die Familie mit Günther von der Goltz, der 1598 Maria Salome von und zu Polheim heiratete. Er wurde kaiserlicher kommandierender General der Kavallerie und fungierte als Statthalter von Böhmen und Mähren. Seine hervorragenden Dienste sollten mit dem Titel eines Reichsfürsten belohnt werden, den er jedoch ablehnte. Am 3. Februar 1613 heiratete er in zweiter Ehe Katharina Freiin von Landau auf Sitzendorf. Im Juli 1614 nahm er als mährischer Abgesandter am ersten österreichischen Reichstag in Linz teil. Günther erwarb Ende des 16. Jahrhunderts den heutigen Goltz-Palast im mährischen Znaim, wo er am 11. Februar 1615 verstarb und in der Sankt Michaelskirche begraben wurde. Sein Bruder Reinhard von der Goltz war kaiserlicher Oberst, heiratete am 19. Oktober 1615 in Znaim Leonora von Puchheim und erwarb am 12. Juni 1618 das Gut Starrein in Niederösterreich. Joachim Ferdinand von der Goltz war kaiserlicher Hofkammerrat in Prag und starb 1678 in Wien. Er wurde in der großen Kirchengruft der Wiener Augustinerkirche bestattet. Aus einem anderen Zweig der Familie kam der im Dreißigjährigen Krieg bekannt gewordene kaiserliche Generalfeldzeugmeister Martin Maximilian von der Goltz, nach dem die tschechische Stadt Golčův Jeníkov benannt wurde. Ein Urgroßneffe Günthers, Johann Ernst Wenzel Graf von der Goltz ließ von 1755 bis 1765 das Palais Goltz-Kinsky auf dem Altstädter Ring in Prag errichten. Mit dem Tod von Ernst Ignatz Johann Nepomuk Graf von der Goltz erlosch die katholische Linie am Ende des 18. Jahrhunderts.
Joachim Rüdiger Freiherr von der Goltz (* 1620) aus dem Haus Clausdorf stand zunächst in königlich französischen Diensten. Im Jahre 1654 trat er als Oberst in kurbrandenburgische Dienste, in denen er zur Würde eines Generals der Infanterie gelangte und Regimentschef war. 1661 wurde er Gouverneur von Berlin. 1665 trat er in königlich dänische Dienste und 1680 in die des Kurfürsten Johann Georg von Sachsen, der ihn zum Generalfeldmarschall und wirklichen Geheimen Kriegsrat ernannte. 1683, beim Entsatz von Wien gegen die Türken, kommandierte er die kursächsischen Truppen. Er war nur kurze Zeit mit einer Witwe von Canitz, geborene von Burgsdorff, der Mutter des bedeutenden Dichters Friedrich Rudolph Ludwig von Canitz, verheiratet und starb 1688 ohne Nachkommenschaft. Nach ihm wurde die Goltzstraße in Wien benannt.
Sein Vetter Heinrich Freiherr von der Goltz studierte bei den Jesuiten und diente später bei den Franzosen und Holländern. König Friedrich I. nahm ihn als Generalmajor in seine Dienste, überließ ihm aber schon kurze Zeit später den Posten eines Kommandanten der freien Stadt Danzig. Er wurde polnischer Generalleutnant, doch schon wenige Monate später trat er als Feldmarschallleutnant in das Heer des russischen Zaren Peter I. ein. Er kämpfte gegen die Schweden in der Schlacht bei Mogiljow und wurde Gesandter in Konstantinopel. 1725 starb er auf seinen Gut Clausdorf in Ostpreußen.
Christoph Heinrich von der Goltz († 1739) war preußischer Generalleutnant, Chef eines Regiments zu Fuß, Kommandant zu Magdeburg, Drost zu Rheinsberg und Ritter des Schwarzen Adlerordens. Er besaß bedeutende Güter, die aber, da er keine Kinder aus seiner Ehe mit Elisabeth Juliane von Bonin hinterließ, als eröffnete Lehn an die Krone zurückfielen.
Georg Conrad von der Goltz wurde preußischer Generalmajor, Chef des Regiments Gensdarmes, Generalkriegskommissar, Amtshauptmann zu Cottbus, Peitz und Aschersleben, Ritter des Johanniter- und des Ordens Pour le Mérite und designierter Komtur auf Lagow. Er starb am 4. August 1747 zu Berlin. Er hatte großen Anteil an der erfolgreichen Besetzung von Glogau in der Schlacht vom 8. bis 9. März 1741 während des Ersten Schlesischen Kriegs, was ihm die besondere Gnade Friedrichs des Großen verschaffte.
Im Staatsdienst zeichnete sich August Graf von der Goltz aus. Er war preußischer Außenminister und wurde auch mit Gesandtschaften an mehreren Höfen sowie am Deutschen Bundestag betraut. Im Juli 1807 unterzeichnete er gemeinsam mit Feldmarschall Graf Kalckreuth den Tilsiter Friedensvertrag. Er starb am 17. Januar 1832 als preußischer Oberhofmarschall in Berlin.
Bedeutende Angehörige der Familie aus jüngerer Zeit waren unter anderem der Theologe Hermann von der Goltz (1835–1906), der seit 1892 geistlicher Vizepräsident des Evangelischen Oberkirchenrates und damit ranghöchster Geistlicher der Evangelischen Landeskirche der älteren Provinzen Preußens war, der Agrarwissenschaftler Theodor von der Goltz (1836–1905) sowie der preußische Generalfeldmarschall und Militärhistoriker Colmar von der Goltz (1843–1916). Er war von 1883 bis 1895 Leiter des türkischen Militärbildungswesens und wurde 1914 mit Ausbruch des Ersten Weltkrieges zum Generalgouverneur von Belgien ernannt. Auf eigenen Wunsch kehrte er noch im gleichen Jahr in die Türkei zurück und übernahm die Führung der 6. Armee; er starb 1916 in seinem Hauptquartier in Bagdad. Ihm zu Ehren wurde das 1912 vom Jungdeutschland-Bund in Hameln errichtete Goltzhaus und die Goltzstraße in Berlin-Spandau benannt.
Mit Rathstock bei Fürstenwalde konnte im 20. Jahrhundert durch Heirat Curt (Curd) Freiherr von der Goltz (1885–1972) noch ein Rittergut in der Nähe von Berlin erwerben und dieses bis 1945 verwalten.
Am 1. Dezember 1890 wurde in Potsdam ein Familienverband gegründet, der alle zwei Jahre Familientage abhält.

### Standeserhebungen
Im Laufe der Zeit sind an die verschiedenen Linien und Häuser der Familie von der Goltz zahlreiche Standeserhebungen gekommen. Die älteste stammt aus dem Jahre 1634, die letzte erfolgte 1913.

#### Linie Brotzen
Der Begründer des Hauses Jenikau, der kaiserliche Oberst und Kommandant zu Regensburg Martin Maximilian von der Goltz, erhielt am 15. September 1634 zu Ebersdorf den Reichsfreiherrenstand.
Aus dem Haus Kreitzig erhielten am 18. März 1912 durch Allerhöchste Kabinettsorder bzw. am 5. November 1913 zu Berlin durch Heroldsamtsreskript die Nachkommen des 1910 verstorbenen Dr. jur. Rüdiger von der Goltz auf Kreitzig, Landesdirektor außer Dienst, eine preußische Genehmigung zur Führung des Freiherrentitels.

#### Linie Heinrichsdorf
Joachim Rüdiger von der Goltz, königlich französischer Oberst, erhielt im August 1653 zu Paris das französische Baronat, ebenso die Nachkommen seines Großvaters Johann von der Goltz auf Reppow, Heinrichsdorf und Clausdorf, königlich polnischer Burggraf zu Deutsch Krone.
Die Vettern Wilhelm Bernhard von der Goltz, preußischer Oberst, Flügeladjutant und Gesandter in Paris, und Karl Alexander von der Goltz, preußischer Oberstleutnant und Flügeladjutant, beide aus dem Haus Heinrichsdorf, erhielten am 19. November 1786 den preußischen Grafenstand. Die Brüder von Wilhelm Bernhard, Leopold Heinrich von der Goltz, preußischer Oberst und Gesandter in Sankt Petersburg, und Carl Franz Freiherr von der Goltz, preußischer Oberst und Intendant, wurden am 9. Mai 1789 in den preußischen Grafenstand erhoben. Frederik Adriaan Graf von der Goltz, königlich niederländischer Oberst und Sohn von Wilhelm Bernhard, wurde am 28. August 1814 in die Seeländische Ritterschaft aufgenommen.
Aus dem Haus Leißienen erhielt Gustav von der Goltz, preußischer Oberst und Kommandeur des 22. Infanterie-Regiments, am 15. Dezember 1859 zu Berlin eine preußische Genehmigung zur Führung des Freiherrentitels durch Allerhöchste Kabinettsorder. Den Nachkommen des 1870 verstorbenen Alexander von der Goltz, preußischer Oberstleutnant, wurde am 18. März 1912 durch Allerhöchste Kabinettsorder bzw. am 5. November 1913 zu Berlin durch Heroldsamtsreskript eine Genehmigung zur Führung des Freiherrentitels erteilt.
Aus dem Haus Sortlack wurde der preußische Oberst Johann Wilhelm Freiherr von der Goltz am 18. Januar 1787 zu Berlin in den preußischen Grafenstand erhoben. Eine preußische Bestätigung zur Führung des Freiherrentitels erhielten die beiden preußischen Sekondeleutnants Richard Freiherr von der Goltz, am 13. August 1858, und Colmar Freiherr von der Goltz, am 20. Juli 1865, durch Heroldsamtsreskript zu Berlin. Eine preußische Anerkennung des Freiherrenstandes erfolgte für Wilibald Freiherr von der Goltz, preußischer Oberstleutnant, am 15. April 1873 zu Berlin durch Reskript der Minister des Inneren und der Justiz. Die Nachkommen der verstorbenen Brüder Leonard von der Goltz auf Tillitz und Gorczenica und Kuno von der Goltz, preußischer General der Infanterie z. D., erhielten am 18. März 1912 durch Allerhöchste Kabinettsorder und am 5. November 1913 durch Heroldsamtsreskript zu Berlin eine Genehmigung zur Führung des Freiherrentitels.

#### Linie Raakow

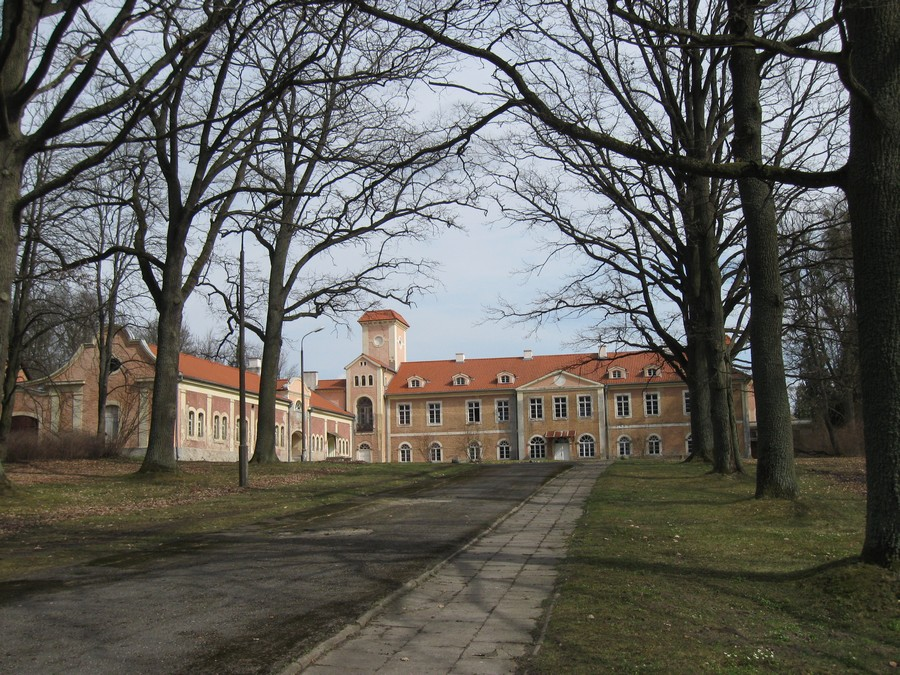
Gutshaus Dobrocin (Groß Bestendorf) 2010

Die aus dem Haus Kallen stammenden Brüder Anton von der Goltz, preußischer Leutnant a. D., Friedrich von der Goltz auf Mertensdorf und Sortlack und Carl Freiherr von der Goltz auf Wolfshöhe, preußischer Major, erhielten am 20. September 1887 durch Heroldsamtsreskript zu Berlin eine preußische Bestätigung zur Führung des Freiherrentitels. Der Sohn von Carl, Siegfried Freiherr von der Goltz, erhielt am 9. November 1896 zu Potsdam Neues Palais durch Allerhöchste Kabinettsorder zusammen mit seiner Frau Ernestine, geborene von Domhardt, eine preußische Namens- und Wappenvereinigung mit denen von Domhardt als Freiherr von der Goltz-Domhardt. Der Titel war geknüpft an den ererbten Domhardtschen Besitz des Fideikommiss Groß-Bestendorf. Das dabei verliehene Wappen ist geviert, belegt mit einem Mittelschild und besitzt zwei Helme. Der Mittelschild zeigt das gespaltene Familienwappen, 1 und 4 in Schwarz eine goldene Garbe, 2 und 3 in Blau ein springendes silbernes Ross. Auf dem rechten Helm mit rot-silbernen Helmdecken der wachsende Löwe aus dem Mittelschild, auf dem linken mit blau-silbernen Helmdecken das Ross wachsend.
Aus dem Haus Wildenow erhielt am 20. September 1887 Otto Freiherr von der Goltz, herzoglich schleswig-holsteinischer Hauptmann a. D., preußischer Premierleutnant und Obersteuerkontrolleur a. D. und Versicherungsgeneralagent in Halle an der Saale, eine preußische Bestätigung zur Führung des Freiherrentitels durch Heroldsamtsreskript zu Berlin.

#### Linie Wuhrow
Die Brüder aus dem Haus Clausdorf August Stanislaus von der Goltz, königlich polnischer und kurfürstlich sächsischer Generalleutnant, und Carl Friedrich von der Goltz, königlich polnischer und kurfürstlich sächsischer Oberst a. D., erhielten am 19. September 1786 zu Berlin den preußischen Grafenstand.
Aus dem Haus Lüben erhielt am 22. April 1868 zu Berlin durch Allerhöchste Kabinettsorder der preußische Kreisbaumeister zu Burgsteinfurt Karl von der Goltz eine preußische Genehmigung zur Wiederannahme des Freiherrentitels. Ebenso am 31. Dezember 1883 die Brüder Curt von der Goltz, preußischer Secondeleutnant a. D., Oscar von der Goltz, preußischer Premierleutnant, Waldemar von der Goltz, preußischer Secondeleutnant, und Albrecht von der Goltz auf Pagdanzig, preußischer Premierleutnant der Landwehr a. D.
Aus dem Haus Maschau wurde der königlich böhmische Hofrat, Hoflehn- und Kammerrechtsbeisitzer Johann Ernst Wenzel von der Goltz am 13. Mai 1724 zu Wien in den böhmischen Freiherrenstand erhoben. Am 18. Februar 1729 zu Wien erhielt er außerdem den alten böhmischen Herrenstand und am 4. Juli 1731 zu Wien den böhmischen Grafenstand. Der im böhmischen Berg- und Münzwesen beschäftigte Johann Franz von der Goltz wurde am 20. März 1764 zu Wien in den böhmischen Freiherrenstand erhoben. Am 12. April 1766 zu Wien erhielt er zusammen mit seinem Bruder Ernst Johann von der Goltz, kaiserlicher Hauptmann im Infanterieregiment Daun, den böhmischen Grafenstand mit der Anrede Hoch- und Wohlgeboren.

## Briefadelige Linien

### 1678 und 1693
Georg Casper und Johann Rüdiger, die natürlichen Söhne des königlich dänischen und kurfürstlich brandenburgischen Feldmarschalleutnants und geheimen Kriegsrates Joachim Rüdiger Baron von der Goltz aus dem Haus Heinrichsdorf, erhielten am 10. Mai 1678 zu Wien eine Reichsadelslegitimation unter Beilegung des väterlichen Namens und Wappens. Erst genannter Georg Casper von der Goltz erhielt am 2. Juni 1689 zu Wien den Reichsfreiherrenstand, der am 7. November 1691 eine kurfürstlich brandenburgische Anerkennung fand. Balthasar Wilhelm, ein weiterer natürlicher Sohn von Joachim Rüdiger Baron von der Goltz, erhielt am 6. September 1693 zu Wien die Reichsadelslegitimation, ebenfalls unter Beilegung des väterlichen Namens und Wappens.

### 1787
Am 3. März 1787 zu Berlin erhielt Carl, der natürliche Sohn von Leopold Heinrich von der Goltz aus dem Haus Heinrichsdorf, preußischer Oberst und Gesandter in St. Petersburg, eine preußische Adelslegitimation. Am 9. Mai 1789 wurden er und seine Nachkommen in den preußischen Grafenstand erhoben.

### 1836
Der preußische Fähnrich im 3. Kürassier-Regiment, Hermann Goltz, ein Adoptivsohn des preußischen Majors Friedrich Leopold von der Goltz aus dem Haus Leißienen, erhielt am 25. März 1836 zu Berlin den preußischen Adelsstand mit dem Prädikat von der Goltz.

### 1861
Die Nichte und seit dem 20. Dezember 1860 Adoptivtochter des preußischen Generalmajors August Freiherr von der Goltz aus dem Haus Leißienen, Anna Epping, wurde am 29. April 1861 zu Berlin in den preußischen Adels- und Freiherrenstand als von der Goltz erhoben.

## Wappen

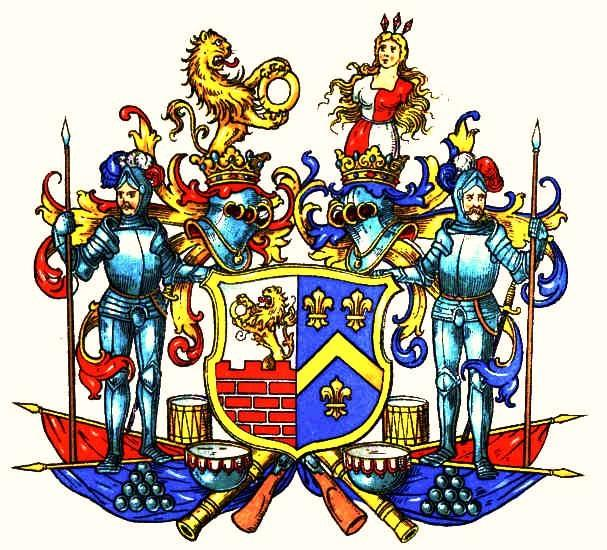
Wappen derer von der Goltz, seit Ende des 17. Jh.s geführt

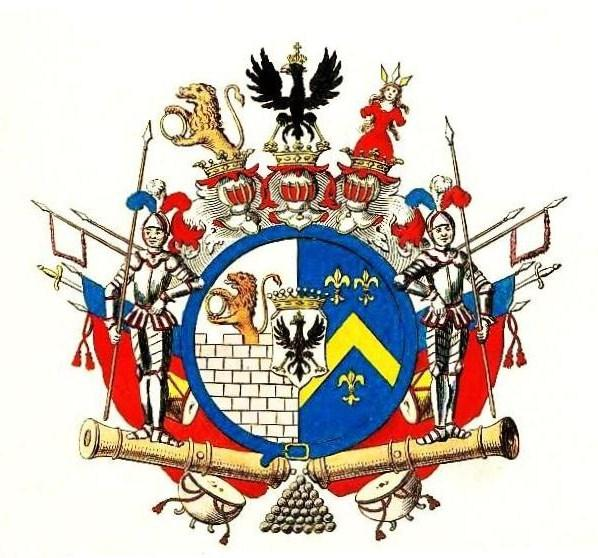
Wappen der Grafen von der Goltz zu Heinrichsdorf (1786)

### Stammwappen
Das Stammwappen zeigt in Rot einen silbernen Sparren. Auf dem Helm mit rot-silbernen Decken sieben schwarze Hahnenfedern.

### Gespaltenes Wappen
Seit Ende des 17. Jahrhunderts führt die Familie ein gespaltenes Wappen mit zwei Helmen. Vorne in Silber eine silbergefugte rote Zinnenmauer (auch in Rot eine silberne Zinnenmauer), aus der ein goldener Löwe, der einen goldenen Ring zwischen den Pranken hält, wächst. Hinten in Blau ein goldener Sparren, begleitet von drei (2, 1) goldenen Lilien. Der rechte Helm mit rot-silbernen Helmdecken, der Löwe mit Ring, auf den linken Helm mit blau-goldenen Helmdecken, der wachsende Rumpf einer Jungfrau mit gestümmelten Armen, offenen goldenen Haar, in gold-blauer quadrierter Kleidung, der Kopf mit drei gold-blau geteilten Wecken besetzt.

### Wappengeschichte
Nach Gustav Adelbert Seyler ist dem Stammwappen derer von der Goltz das Wappen der polnischen Wappengemeinschaft Prawdzic, auch Prawda, vermutlich wegen einer Heirat, hinzugefügt wurden. Das Wappen Prawda wird beschrieben: in Rot, aus roter Zinnmauer wachsend ein goldener Löwe, einen goldenen Ring in den Pranken haltend. Der Löwe wird von älteren Genealogen auf die Herren von Dienheim bezogen, die unter einen silbernen Schildhaupt in Rot einen goldgekrönten silbernen Löwen führten. Der Ring bzw. Schlüsselring ist das redende Wappenbild der Prawda.
Der Sparren war demnach ein Sonderwappen, das hauptsächlich für Heerfahrten im Ausland geführt und dort in der Tingierung dem jeweiligen Zweck angepasst wurde. In einem französischen Wappenbrief von 1653 wird erwähnt, dass das Wappen derer von der Goltz zurzeit ein goldener Sparren in Blau sei, während Georg von der Goltz 1608 einen silbernen Sparren in Rot führte. In einer weiteren Variante ist der Sparren silbern-schwarz nach der Figur geteilt in Rot (Siebmachers Wappenbuch 1605).
Der königlich französische Offizier Joachim Rüdiger von der Goltz erhielt vom französischen König Ludwig XIV. im Jahre 1653 für sich und seine Wappengenossen (alliés) die Erlaubnis, dem goldenen Sparren in Blau drei goldene Lilien hinzuzufügen. Die Familie machte von der Erlaubnis zunächst nur zögernd Gebrauch, erst später wurde die Farbgebung allgemein üblich.
1786 erhob der preußische König Friedrich Wilhelm II. die Vettern Wilhelm Bernhard und Carl Alexander von der Goltz aus dem Hause Heinrichsdorf bzw. 1789 des Erstgenannten Brüder Leopold Heinrich und Carl Franz in den preußischen Grafenstand. Dabei wurde als königlich preußisches Gnadenzeichen ein gekrönter schwarzer Adler auf einen gräflich gekrönten silbernen Herzschild gesetzt. Der Adler wiederholt sich als Helmzier auf einem in die Mitte gestellten dritten Helm.

## Bekannte Familienmitglieder

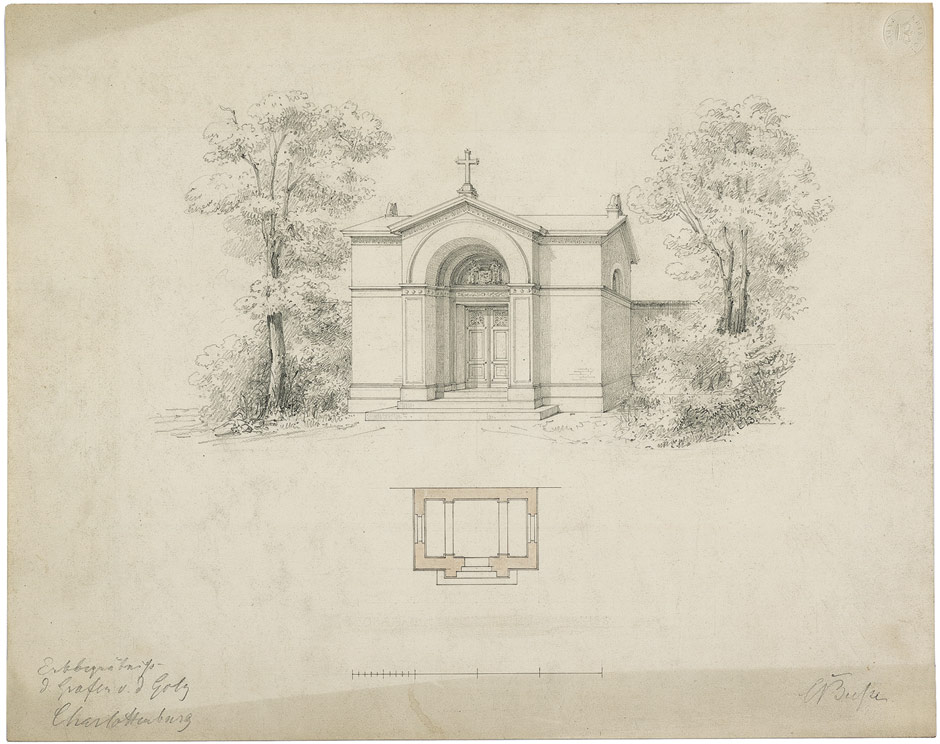
Mausoleum der Grafen von der Goltz auf dem Luisenfriedhof II in Charlottenburg

- Martin Maximilian von der Goltz (1593–1653), kaiserlicher Generalfeldzeugmeister und Festungsbauspezialist
- Balthasar von der Goltz (1610–1688), kurbrandenburgischer Obrist, Hofmarschall und Amtshauptmann
- Joachim Rüdiger von der Goltz (1620–1688), dänischer und kursächsischer Generalfeldmarschall
- Heinrich von der Goltz (1648–1725), kurbrandenburgischer Generalmajor und russischer Feldmarschallleutnant
- Franz Joachim von der Goltz († 1717), kursächsisch-polnischer Generalleutnant
- Georg Günther von der Goltz (1654–1716), kursächsischer Generalmajor
- Christoph Heinrich von der Goltz (1663–1739), preußischer Generalleutnant und Kommandant von Magdeburg
- Ewald von der Goltz (1680–1749), preußischer Justizjurist, Landgerichtspräsident in Schivelbein[15]
- Caspar Martin von der Goltz (1696–1762), preußischer Landrat des Arnswalder Kreises
- Georg-Conrad von der Goltz (1704–1747), preußischer Generalmajor und Chef des Regiments Gens d’armes
- George Ernst von der Goltz (1705–1755), preußischer Landrat des Dramburger Kreises
- Karl Christoph von der Goltz (1707–1761), preußischer Generalleutnant und Chef eines Infanterieregiments
- Balthasar Friedrich von der Goltz (1708–1757), preußischer Oberst und Kommandeur eines Infanterieregiments
- Hans Christoph Dietloff von der Goltz (1713–1769), preußischer Landrat des Arnswalder Kreises
- Henning Bernd von der Goltz (1718–1757), preußischer Major, Ritter des Pour le Mérite
- Georg Wilhelm von der Goltz (1721–1767), polnischer Generalleutnant und Diplomat
- Wilhelm Heinrich von der Goltz (1724–1789), preußischer Generalleutnant und Chef eines Infanterieregiments
- August Stanislaus von der Goltz (1725–1795), polnischer und sächsischer Generalleutnant, Marschall der Konföderation von Thorn
- Friedrich August Leopold von der Goltz (1732–1787), preußischer Landrat in Ostpreußen[16]
- Wilhelm Bernhard von der Goltz (1736–1795), preußischer Generalmajor und Diplomat
- Johann Wilhelm von der Goltz (1737–1793), preußischer Generalmajor und Chef eines Husarenregiments
- Carl Friedrich von der Goltz (1739–1822), preußischer Oberforstmeister des Herzogtums Magdeburg[17]
- Karl Alexander von der Goltz (1739–1818), portugiesischer Feldmarschall und dänischer Generalleutnant
- Karl Franz von der Goltz (1740–1804), preußischer Generalleutnant und Chef des Militärdepartements
- Friedrich Leopold von der Goltz (1741–1803), preußischer Landrat in Ostpreußen[18]
- Anton Gottlieb von der Goltz (1746–1821), preußischer Landrat, Kammerpräsident in Königsberg
- Leopold Heinrich von der Goltz (1746–1816), preußischer Generalleutnant, Chef des Leibkürassierregiments und Diplomat
- August Leopold von der Goltz (1750–1822), preußischer Landrat des Rastenburger Kreises und Landesdirektor[19]
- Fabian von der Goltz (1764–1837), Professor der Rechte in Königsberg[20]
- August von der Goltz (1765–1832), preußischer Staatsmann
- Albrecht von der Goltz (1770–1830), preußischer Offizier, Ritter des Ordens Pour le Mérite
- Friedrich Adrian von der Goltz (1770–1846), niederländischer Generalleutnant und Kriegsminister[21]
- Alexander Wilhelm von der Goltz (1774–1820), preußischer Generalmajor, Chef des ersten Husarenregiments der Russisch-Deutschen Legion
- Heinrich von der Goltz (1775–1822), preußischer Generalleutnant und Gesandter
- Carl Freiherr von der Goltz (1794–1865), preußischer Landrat
- Ferdinand von der Goltz (1795–1867), preußischer Generalleutnant
- Karl von der Goltz, preußischer General der Kavallerie
- Gustav von der Goltz (1799–1868), preußischer Landrat und Abgeordneter der Frankfurter Nationalversammlung
- Alexander von der Goltz (1800–1870), preußischer Oberstleutnant; theologisch-philosophischer Schriftsteller; Angehöriger des „Kreises der Erweckten“ in Berlin
- Gustav von der Goltz (1801–1870), preußischer Generalleutnant
- August von der Goltz (1802–1873), preußischer Generalleutnant
- Karl Heinrich von der Goltz (1803–1881), preußischer Generalleutnant
- Wasa von der Goltz (1807–1874), preußischer Generalleutnant
- Karl Friedrich von der Goltz (1815–1901), deutscher General der Kavallerie
- Eduard Kuno von der Goltz (1817–1897), preußischer General und Abgeordneter im Reichstag
- Robert Heinrich Ludwig von der Goltz (1817–1869), preußischer Diplomat
- Alexander Ferdinand von der Goltz (1819–1858), preußischer Schachspieler
- Moritz von der Goltz (1820–1881), preußischer Generalleutnant
- Anton von der Goltz (1828–1902), Rittergutsbesitzer und Mitglied des Reichstages
- Willibald von der Goltz (1829–1899), preußischer Generalmajor
- Friedrich von der Goltz (1830–1900), preußischer Generalleutnant
- Gustav von der Goltz (1831–1909), preußischer Landrat
- Alexander von der Goltz (1832–1912), Präsident des kaiserlichen Rates von Elsaß-Lothringen
- Hermann von der Goltz (1835–1906), protestantischer Theologe und Kirchenpolitiker
- Theodor von der Goltz (1836–1905), deutscher Agrarwissenschaftler
- Rüdiger von der Goltz (Politiker, 1837) (1837–1910), deutscher Gutsbesitzer, Landrat und Mitglied des preußischen Herrenhauses
- Max von der Goltz (1838–1906), deutscher Admiral
- Karl von der Goltz (1841–1921), preußischer Generalleutnant[20]
- Karl von der Goltz (1842–1916), preußischer Landrat des Kreises Geilenkirchen
- Colmar von der Goltz (1843–1916), preußischer Generalfeldmarschall, Militärhistoriker und -schriftsteller (Goltz Pascha)
- Alexander von der Goltz (1844–1930), preußischer Generalleutnant[20]
- Carl von der Goltz (1848–1905), preußischer Gesandter[20]
- Kuno von der Goltz (1851–1932), preußischer Generalleutnant[20]
- Georg Conrad von der Goltz (1852–1930), preußischer General der Infanterie
- Oskar von der Goltz (1852–1933), preußischer Generalleutnant[20]
- Hans von der Goltz (1855–1931), preußischer General der Kavallerie[20]
- Friedrich von der Goltz (1856–1905), deutscher Verwaltungsjurist und Abgeordneter
- Curt von der Goltz (1861–1922), Mitglied des Preußischen Herrenhauses
- Carl von der Goltz (1864–1944), preußischer Generalmajor, Flügeladjutant Wilhelms II. in Doorn[22]
- Johann von der Goltz (auch Hans von der Goltz; 1864–1941), deutscher Kirchenjurist und Konsistorialpräsident
- Rüdiger von der Goltz (1865–1946), deutscher Offizier
- Rüdiger von der Goltz (1869–1945), deutscher Gutsbesitzer und Landrat
- Eduard von der Goltz (1870–1939), deutscher evangelischer Theologe
- Konrad von der Goltz (1883–1938), Landrat in Ostpreußen
- Joachim von der Goltz (1892–1972), deutscher Jurist, Landwirt und Schriftsteller
- Albert von der Goltz (1893–1944), deutscher Oberst, Träger des Eichenlaubs zum Ritterkreuz des Eisernen Kreuzes
- Rüdiger von der Goltz (1894–1976), deutscher Jurist
- Rüdiger von der Goltz (1895–1956), deutscher Schriftsteller und Redakteur[23]
- Hans von der Goltz (1926–2018), deutscher Jurist, Manager und Schriftsteller
- Conrad von der Goltz (1928–2023), deutscher Violinist und Hochschullehrer
- Hubertus von der Goltz (* 1941), deutscher Bildhauer und Installationskünstler
- Christian von der Goltz (* 1959), deutscher Jazzmusiker
- Gottfried von der Goltz (* 1964), deutscher Violinist und Dirigent
- Kristin von der Goltz (* 1966), deutsche Cellistin